# 龟仓雄策
龟仓雄策（1915年4月6日—1997年5月11日），日本现代平面设计的奠基人之一。

## 生平
出生于日本新潟县西蒲原郡吉田町（今燕市）。1935年毕业于新建筑与工业美术学院，曾担任过日本平面设计家协会会长。他为1964年东京奥运会设计的海报系列，使日本海报设计得到了世界的关注。
1960年設立日本設計中心，1961年獲得藝術選獎，1962年起成為自由創作者，之後獲得朝日賞、每日藝術賞、日本文化設計大賞等獎項。在海外也獲得華沙國際海報雙年展金獎．銀獎、布魯諾國際平面設計雙年展銀獎．銅獎、拉赫第國際海報雙年展最高賞等多項大獎。自1989年起5年間擔任設計雜誌『Creation』20集總編輯，1994年獲得由該雜誌對編輯授予的每日設計大獎特別賞與東京ADC會員賞，同年並獲得華沙美術學院授予榮譽博士，1991年獲選為文化功勞者，
1997年5月11日在东京都逝世，享年82岁。